# Лаберж, Стивен
Стивен Лаберж (англ. Stephen LaBerge, род. 1947) — психофизиолог, лидер в области изучения осознанных сновидений, которые он определяет как особое изменённое состояние сознания, при котором человек осознаёт, что видит сон, и может контролировать ход его течения.

## Биография
Стивен Лаберж родился в 1947 году в Ритерленде, штат Аризона, США. Получив степень бакалавра математической науки университета штата Аризона, в 19 лет поступил в аспирантуру в Стэнфордский университет на специальность «химическая физика», однако в 1969 году ушёл в академический отпуск.
Вернувшись в университет в 1977 году, начал исследовать психику человека. Одним из направлений было исследование всего, что связано со сном. Уже в 1980 году получил степень доктора философии по психофизиологии. В 1987 году создал Институт осознанных сновидений (Lucidity Institute).

### Список произведений
- 1985 — Осознанные сновидения: сила осознанности и бодрствования в своих снах (1985, Стивен Лаберж. Lucid Dreaming: The power of being aware and awake in your dreams)
- 1990 — Исследование мира осознанных сновидений (1990, Стивен Лаберж, Говард Рейнгольд. Exploring the World of Lucid Dreaming)
- 2004 — Lucid Dreaming: A Concise Guide to Awakening in Your Dreams and in Your Life
- 2008 --- Осознанное сновидение: проснитесь в своих снах и в своей жизни. — М.: София, 2008. — 319 с. — ISBN 978-5-91250-690-1.